# Glüsingen
Glüsingen – miejscowość w gminie Seevetal w powiecie Harburg w niemieckim kraju związkowym Dolna Saksonia. Należy do gminy Seevetal od 1 lipca 1972 roku. Glüsingen liczy 1 049 mieszkańców (30.06.2008) i jest jedną ze średnio zaludnionych miejscowości gminy.

## Położenie
Glüsingen leży pomiędzy miejscowościami Meckelfeld a Fleestedt.

## Gospodarka
Glüsingen ma wspólną strefę przemysłową z Meckelfeld i mimo że jest dość dużą miejscowością nie ma centrum handlowego ani szkoły.
Tę rolę spełnia sąsiadujące Meckelfeld.